# Lowell Lee Andrews
Lowell Lee Andrews (* 21. September 1940 in Wolcott, Wyandotte County, Kansas; † 30. November 1962 in Lansing, Leavenworth County, Kansas) war ein US-amerikanischer Student an der University of Kansas, der am 28. November 1958 seine Eltern und seine Schwester ermordete. Für dieses Verbrechen wurde er 1962 hingerichtet. Bekanntheit erlangten er, seine Tat und seine Hinrichtung durch die Beschreibung in Truman Capotes Tatsachenroman Kaltblütig.

## Hintergrund und Tat
Andrews studierte Zoologie und spielte Fagott in der College-Band. Er wurde in einer Zeitung seiner Heimatstadt als „The Nicest Boy in Wolcott“ (dt. „Der netteste Junge in Wolcott“) beschrieben. In Wirklichkeit hatte der zum Tatzeitpunkt 18-Jährige Phantasien, wie er seine Familie vergiften und nach dem Mord nach Chicago gehen könnte, um dort als Gangster und Profikiller zu arbeiten.
Die Idee des Giftmordes gab Andrews auf, da er durch die Obduktion der Leichen den Nachweis und seine Entdeckung befürchtete. Er und seine Schwester Jennie Marie, ebenfalls Studentin, besuchten am Donnerstag, den 27. November 1958 – Thanksgiving – ihre Eltern, William L. und Opal Andrews. Am Abend darauf las Lowell Lee Andrews im ersten Stock die Brüder Karamasow fertig, zog sich dann an und ging ins Erdgeschoss, wo seine Familie fernsah. Er schaltete das Licht an und eröffnete mit einem Gewehr, Kaliber .22, das Feuer. Seine Schwester Jennie Marie schoss er in die Stirn, sie war sofort tot. Sein Vater wurde vorerst durch zwei, seine Mutter durch drei Schüsse getroffen. Die Frau versuchte zu fliehen, aber Lowell Andrews gab drei weitere Schüsse auf sie ab. Der Schütze legte das Gewehr weg und feuerte mit seinem Revolver insgesamt 17 Projektile auf seinen am Boden kriechenden Vater ab.
Nach der Tat manipulierte Lowell Andrews den Tatort. Er öffnete das Fenster und verwüstete die Zimmer, um den Dreifachmord als Raubüberfall darzustellen. Der junge Mann verließ das Haus und fuhr nach Lawrence, seinem Studienort, in sein Apartment, um sich ein Alibi zu beschaffen. Auf dem Weg hielt er auf einer Brücke, zerlegte die beiden Tatwaffen und warf die Einzelteile in den Kansas River. Er behauptete seiner Hauswirtin gegenüber, er sei hergekommen, um seine Schreibmaschine zu holen, und erzählte ihr, er habe für die Fahrt wegen des schlechten Wetters erheblich länger gebraucht als gewöhnlich. Danach ging Andrews ins Kino und sah sich den Musical-Film Mardi Gras mit Pat Boone in der Hauptrolle an.
Schließlich kehrte er in sein Elternhaus zurück und informierte die Polizei über den angeblichen Raubüberfall. Beim Eintreffen waren die Beamten über Lowell Andrews ruhiges, gelassenes Verhalten verwundert. Erst im Verhör gestand er den Mord an seiner Familie.

## Verurteilung und Hinrichtung
Lowell Lee Andrews plädierte in seinem Prozess auf unschuldig wegen Unzurechnungsfähigkeit zum Tatzeitpunkt. Eine Untersuchung durch Dr. Joseph Satten in der Menninger-Klinik in Topeka hatte zu der Diagnose geführt, Andrews sei schizophren, aber für seine Taten verantwortlich zu machen.
Er wurde für zurechnungsfähig erklärt und zum Tode verurteilt. Trotz Berufung blieb das Urteil aufrecht. Er wurde am 30. November 1962 im Alter von 22 Jahren durch den Strang hingerichtet. Von ihm sind keine letzten Worte überliefert.
Andrews verbrachte seine Zeit im Todestrakt in Lansing neben Dick Hickock und Perry Smith, die wegen des Mordes an der Clutter-Familie 1959 zum Tode verurteilt und 1965 hingerichtet wurden.
Lowell Lee Andrews wurde in unmittelbarer Nähe seiner drei Opfer auf dem Mount Salem Cemetery in Excello, Macon County, Missouri bestattet.

## Weblink
- Beth Elias: Lowell Lee Andrews Was The "Nicest Boy" In Wolcott - But There Was Nothing Nice About Him. In: Ranker. 25. April 2018, abgerufen am 13. Januar 2023.